# Wallfahrtskirche Heiligengestade

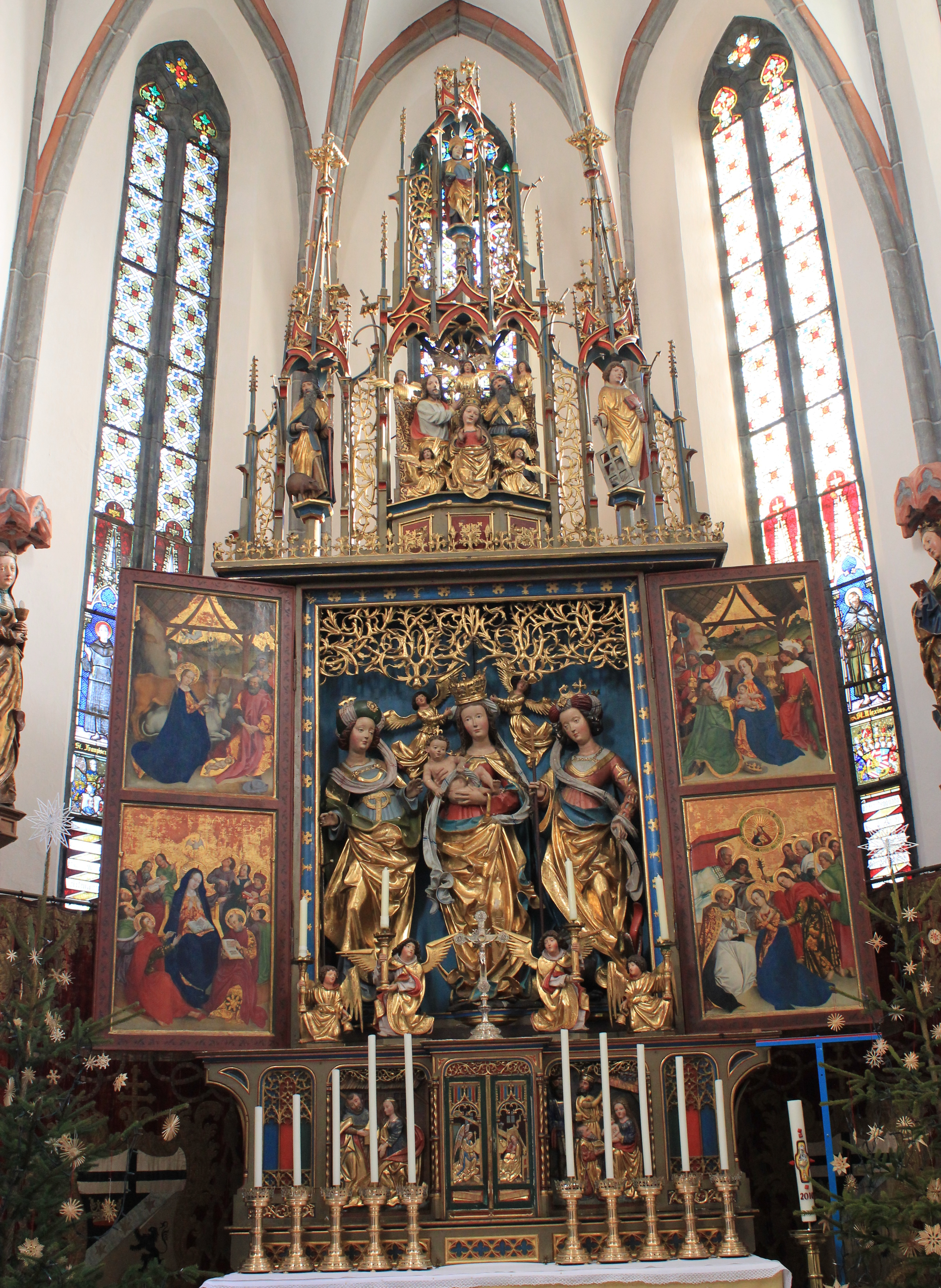
Der ehemalige Hochaltar der Kirche in Heiligengestade, heute in der Deutschordenskirche Friesach

Die Wallfahrtskirche Heiligengestade war eine katholische Wallfahrtskirche am Südufer des Ossiacher Sees (Kärnten) in Heiligen Gestade (heute Ortsteil der Stadtgemeinde Villach).
Eine Kirche in Heiligen Gestade wurde erstmals 1431 erwähnt. Sie war ursprünglich der Jungfrau Maria geweiht. Einer später spielenden Legende zufolge wurde die Kirche an dem Ort errichtet, an dem die Türken bei einem ihrer Einfälle Ende des 15. Jahrhunderts etliche Mönche des Stiftes Ossiach ermordet haben sollen. Eine hinter dem Hochaltar entspringende, angeblich Heilkraft besitzende Quelle führte dazu, dass sich die Kirche zum Wallfahrtsziel entwickelte. Der weiche Boden nahe dem See ließ die Kirche einsinken. Daher musste unter dem Ossiacher Abt Wolfgang Gaispacher (1510–1523) ein neues Kirchengebäude errichtet werden. Dieses musste um 1700 wieder umfangreich saniert werden. Die Quelle war bereits in der zweiten Hälfte des 17. Jahrhunderts versiegt, die Kirche war inzwischen der Heiligen Dreifaltigkeit geweiht. 1881 wurde die Kirche auf Anordnung des bischöflichen Ordinariates sowie der Landesregierung wegen Baufälligkeit gesperrt. 1891 wurde das Gebäude schließlich gesprengt.
Die gesprengte Kirche war rund 30 m lang, das Schiff besaß ein Kreuzrippengewölbe. Es gab ursprünglich drei Altäre. Der bedeutendste, ein spätgotischer Flügelaltar, befindet sich heute in der Deutschordenskirche von Friesach. Mit dem Geld aus dem Verkauf des Altars 1888 wurde der Sprengstoff für die Sprengung der Kirche drei Jahre später gekauft.
Am ehemaligen Standort befindet sich heute ein Gedenkstein sowie eine kleine Kapelle mit einer Christophorusstatue.

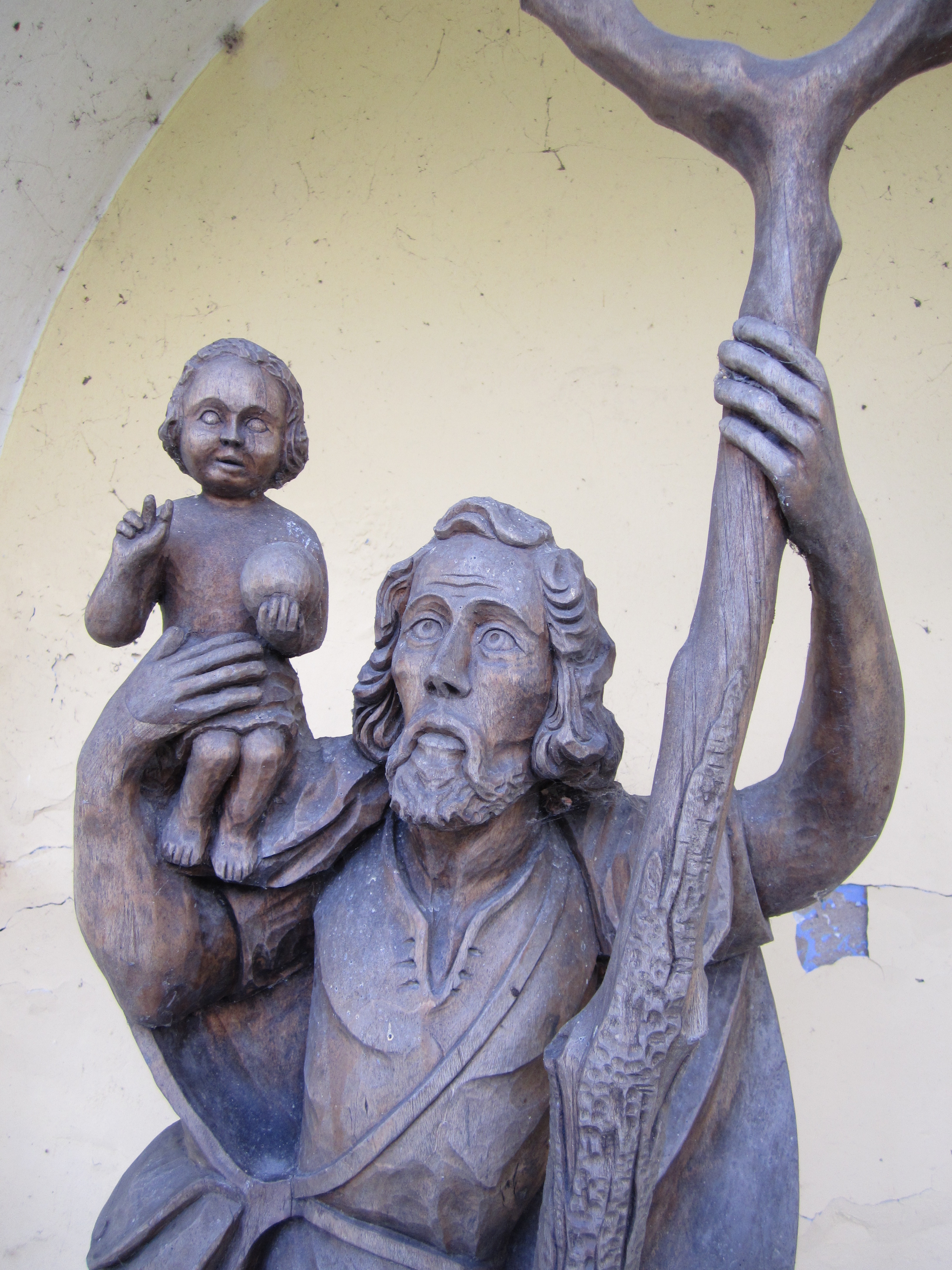
Bildstock an der Stelle der Kapelle
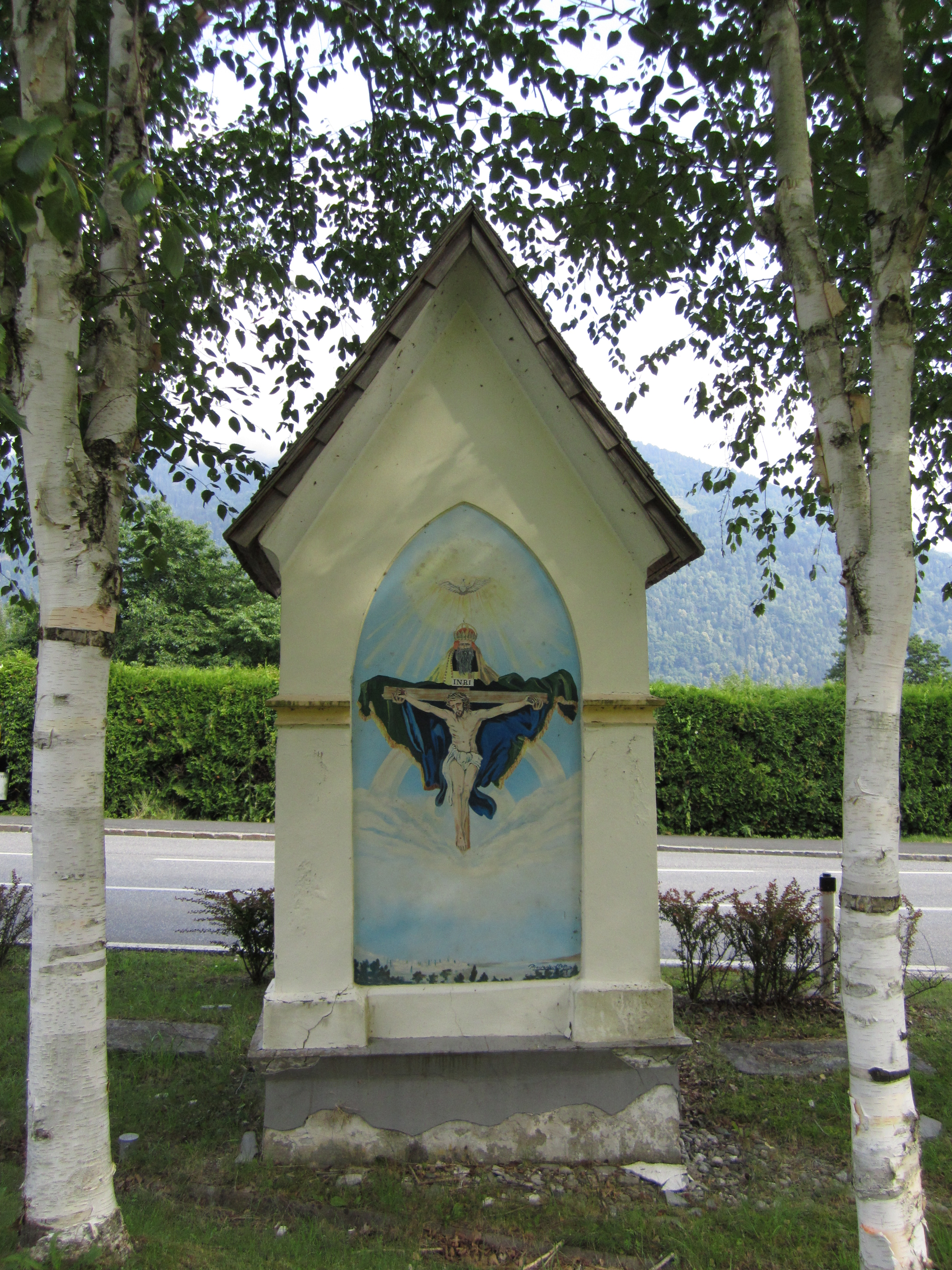
Rückseite
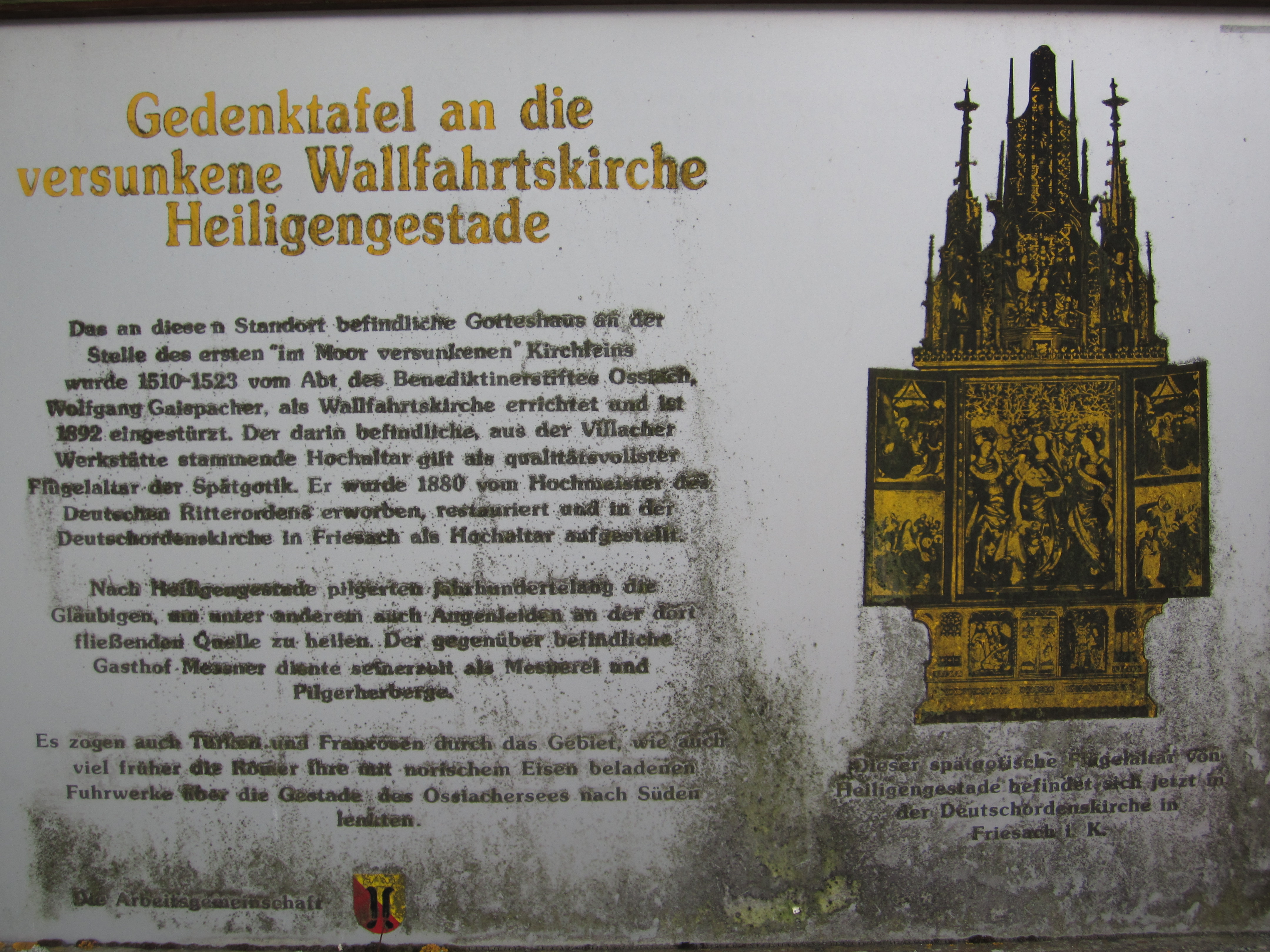
Informationstafel an der Stelle der Kapelle

## Belege
- Ilse Spielvogel-Bodo: Der Ossiacher See zwischen gestern und heute. Geschichte, Kunst, Landeskunde. 2. Auflage, Kärntner Druck- und Verlagsgesellschaft, Klagenfurt 1998, ISBN 3-85391-149-8, S. 69f.